# Universidade Villanova
A Universidade Villanova é uma universidade privada católica em Villanova, Pensilvânia. Foi fundada pelos agostinianos em 1842 e recebeu o nome de São Tomás de Villanova. A universidade é a universidade católica mais antiga da Pensilvânia e uma das duas instituições agostinianas nos Estados Unidos (a outra é o Merrimack College).